# 小波兰省
小波蘭省是波蘭東南部的省，首府為克拉科夫，面積15,184平方公里，人口數約為343萬。其名稱來自於波蘭的历史地区——小波蘭。知名大學有賈基洛尼亞大學（位於克拉科夫）、AGH克拉科夫大學等。該省有眾多古都和觀光景區，境內有數處世界遺產，如世界歷史最長的鹽礦维利奇卡盐矿。